# Église orthodoxe Saint-Nicolas de Vilnius
 (septembre 2024).
L'Église Saint-Nicolas (en russe : Никольская церковь) est l'une des plus anciennes églises orthodoxes de Vilnius, en Lituanie. Elle appartient au diocèse orthodoxe russe de Lituanie.

## Histoire
Selon une légende populaire, la première chapelle orthodoxe en bois située à l'emplacement de l'actuelle église Saint-Nicolas a été construite vers 1340. Sept ans plus tard, les martyrs de Vilnius auraient été enterrés ici. Cependant, en 1350, Ouliana de Tver, la seconde épouse du prince Algirdas, ordonna la construction d'une nouvelle église en briques. En 1514, cette église fut à nouveau remplacée par une plus grande. Elle resta orthodoxe jusqu'en 1609, date à laquelle, comme la plupart des églises orthodoxes de Vilnius, elle fut donnée aux Uniates sur ordre du roi Sigismond III Vasa.
Vers 1740, l'église fut entièrement détruite par un incendie et reconstruite dans le style baroque. En 1839, le gouvernement local russe ferma la paroisse uniate et rendit le bâtiment aux orthodoxes. Après l'échec de l'insurrection polonaise de janvier, elle fut entièrement reconstruite en style néo-byzantin à l'initiative du gouverneur général de Vilnius Mikhaïl Muravyov-Vilensky. L'église devait être un autre signe de la domination russe dans la ville, devenant la cinquième église orthodoxe de la vieille ville de Vilnius. Muraviev ordonna également la construction de la chapelle Saint-Michel Archange qui devait commémorer sa victoire sur l'insurrection polonaise. En 1866, toute l’église fut reconsacrée. Le rôle du gouverneur général dans la reconstruction de l'église est rappelé sur une plaque de marbre sur le mur ouest de l'église.
Après la Seconde Guerre mondiale, l'église fut fermée, mais en 1947, le gouvernement stalinien accepta de la rouvrir comme église paroissiale. La rénovation générale du bâtiment a eu lieu vers 1956.

## Galerie

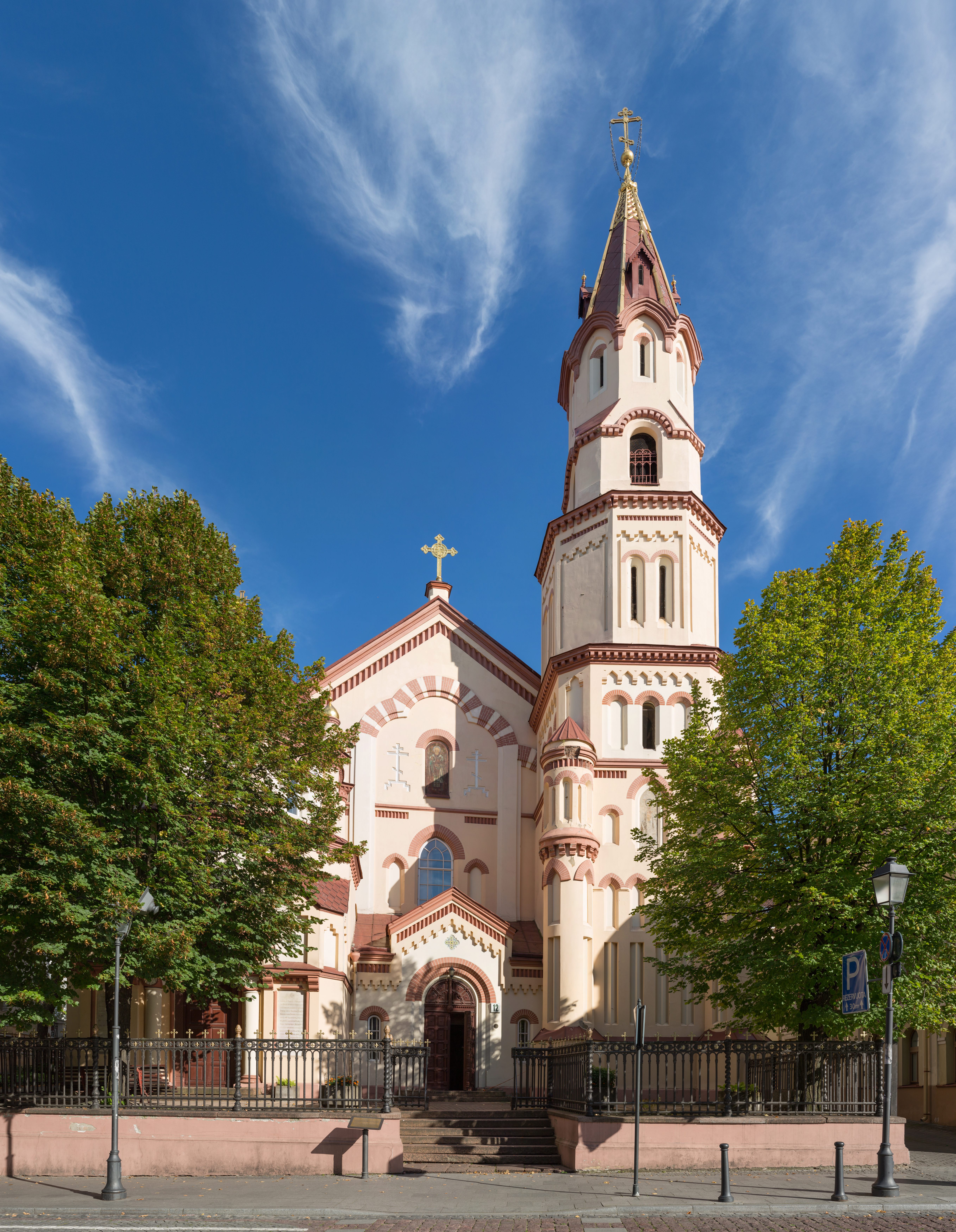
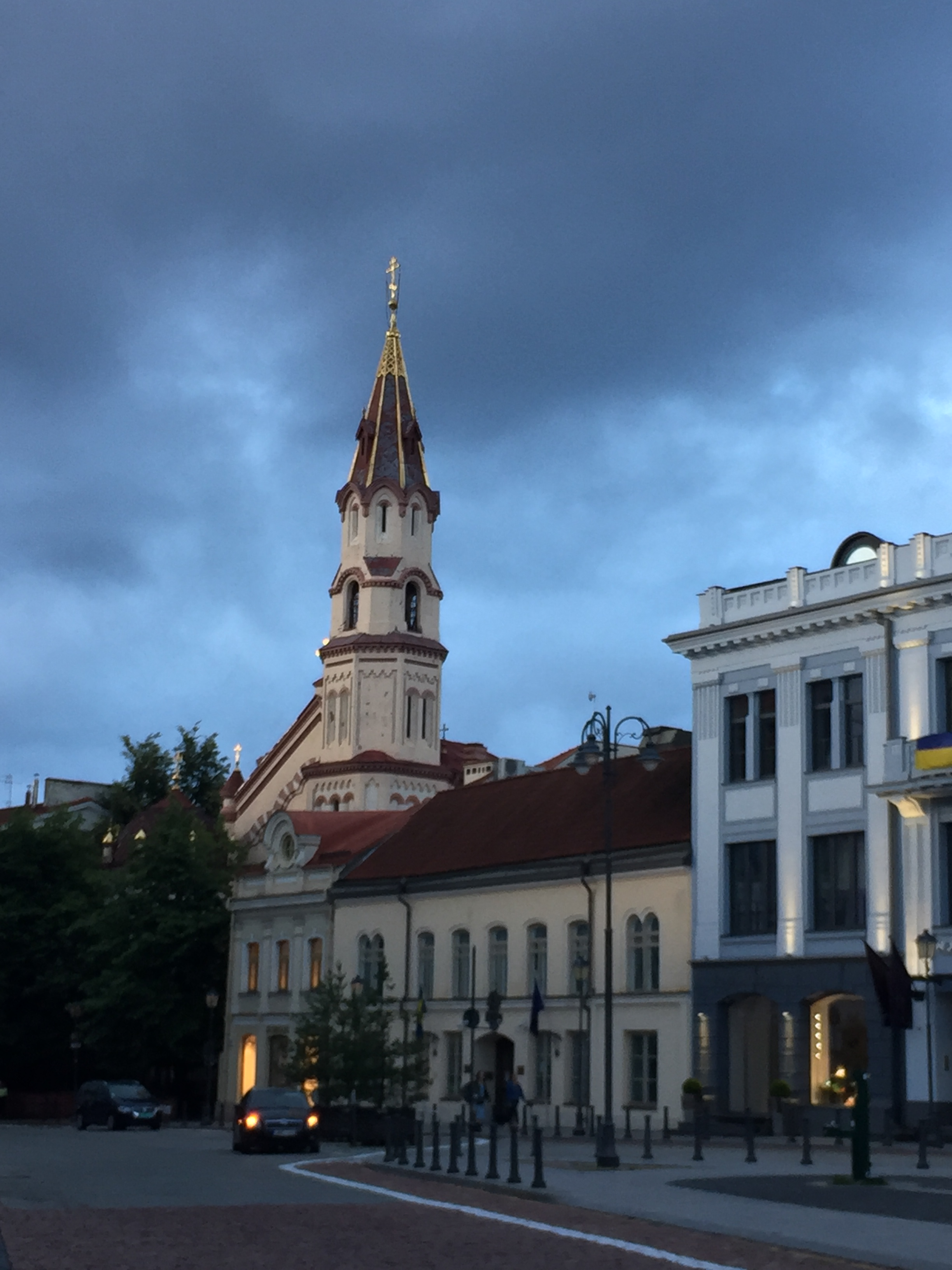
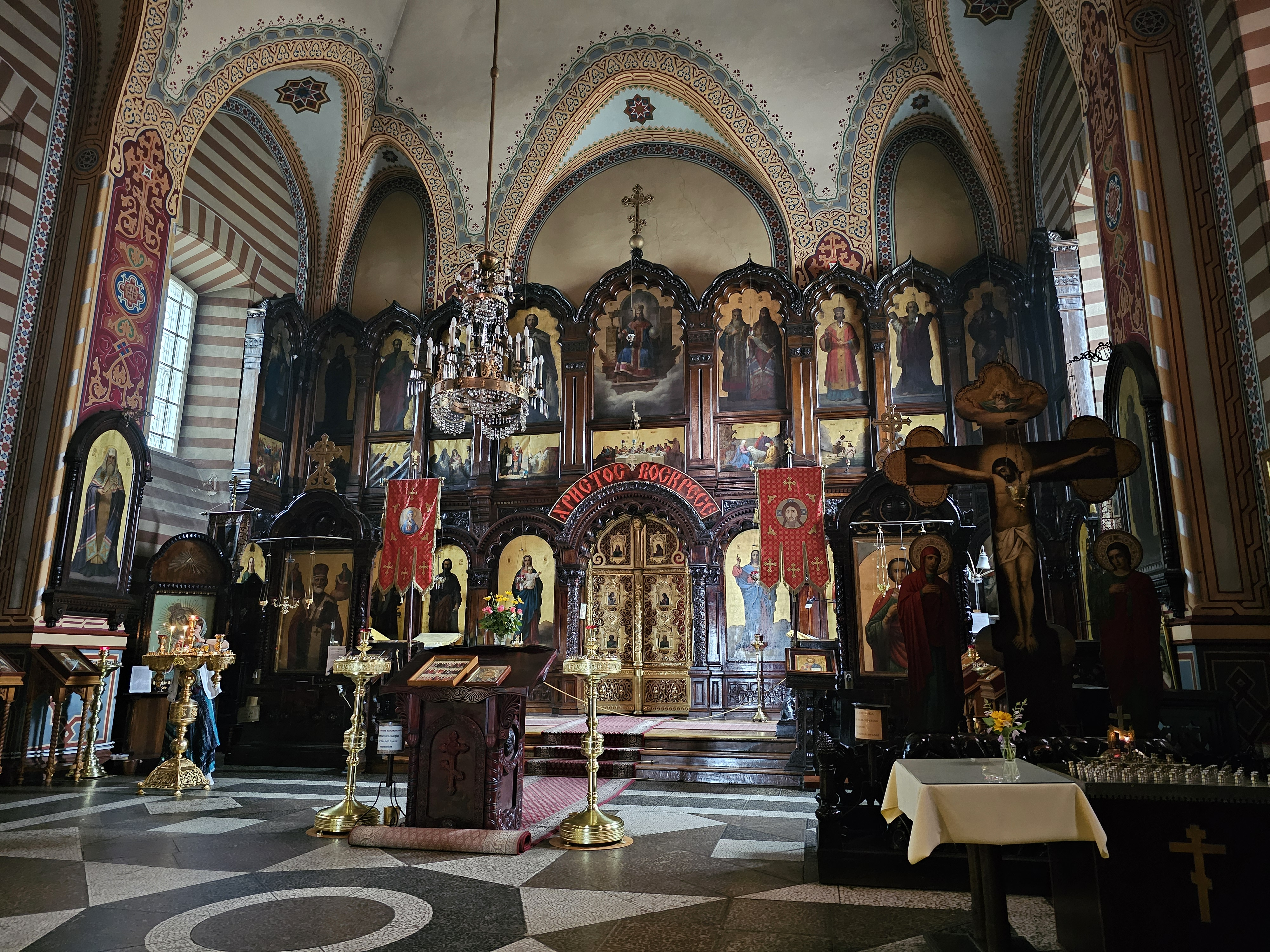